# Make It
«Make It» es una canción de la banda de rock estadounidense Aerosmith, perteneciente a su álbum homónimo de 1973. Fue lanzada como sencillo promocional del álbum sin lograr demasiada radiodifusión. La canción fue utilizada en el videojuego de 2007 Guitar Hero: Aerosmith.

## Créditos
- Steven Tyler - voz
- Joe Perry - guitarra
- Tom Hamilton - bajo
- Brad Whitford - guitarra
- Joey Kramer - batería